# Idioma mochica
El mochica (a veces denominado yunga o muchic, ver glotonimia) es una lengua indígena sudamericana hablada en la costa y parte de la sierra norte del Perú, considerada una lengua aislada. Hasta el siglo XVII, fue una de las lenguas más extensamente habladas de los Andes centrales, y se extinguió a inicios del siglo XX. En la actualidad, como producto de proyectos de rescate lingüístico, cuenta con un centenar de nuevos hablantes, cuya variedad es a veces denominada neomochica.
La lengua ha sido atribuida a los señoríos prehispánicos Sicán y Moche. Fue utilizada en la evangelización por lo menos durante el siglo XVII. Ha sido materia de varias hipótesis sobre sus posibles relaciones filogenéticas con lenguas geográficamente cercanas y lejanas, aunque se le sigue considerado un aislado lingüístico.Además del castellano, estuvo en contacto por lo menos con el quechua, el quingnam, las lenguas tallanas y el culli. Presenta algunas características gramaticales y fonológicas muy poco comunes entre otras lenguas de la región. Entre las lenguas extintas del actual Perú, es la mejor documentada. Su extinción fue resultado de un proceso de sustitución lingüística en favor del español. El último hablante del mochica histórico fue Simón Quesquén, que dejó grabados algunos audios en 1974.
A inicios del siglo XXI, algunas instituciones lambayecanas como el capítulo local del INC y algunos colegios de Chiclayo han lanzado programas de enseñanza y revitalización de esta lengua sobre la base de la bibliografía rescatada por los investigadores, como la gramática de De la Carrera.

## Glotonimia
El glotónimo yunga es el preferido por la única gramática colonial de la lengua, del cura diocesano Fernando de la Carrera (1644), quien también usa mochica. De manera similar, Luis Jerónimo de Oré (1607) la denomina la «Mochica de los Iungas». Aparece nuevamente como yunga en el plan de Martínez Compañón (1790). Ambas, mochica y yunga (este último siendo el término quechua yunka, para ‘zona cálida’, con sonorización del fonema /k/) parecen haber sido las denominaciones usuales de la lengua durante el virreinato. No es claro si el nombre mochica está o no relacionado originalmente con el topónimo Moche.
Una única fuente, la Crónica moralizadora del agustino Antonio de la Calancha (1638), escribe el glotónimo como muchic. No está claro si era una variante o si se trata de una errata. Dando especial peso a esta forma, en 1892 el sabio alemán Ernst Middendorf llamó a la lengua en alemán das Muchik. El mismo Middendorf llamó a la lengua chimú, pues, de acuerdo con los conocimientos de aquella época del siglo XIX, se consideraba al mochica como la lengua de los chimos; actualmente, esa asociación ha sido descartada, por tratarse claramente de la lengua quingnam. Por su parte, los revitalizadores contemporáneos de la lengua suelen preferir el glotónimo muchik, heredado de Calancha y Middendorf.

## Aspectos históricos, sociales y culturales

### Culturas prehispánicas mochicahablantes
Toda correlación entre lenguas y sociedades para tiempos prehistóricos, carentes de registros escritos, es de carácter hipotético e indirecto. Es hoy consensual entre los especialistas la atribución del mochica a la cultura de Sicán, mientras que es materia de polémica si es atribuible o no a los de la cultura de Moche. En cambio, la mayoría de especialistas considera más probable que el reino chimú haya sido predominante quingnam en términos lingüísticos.[cita requerida]

### Historia

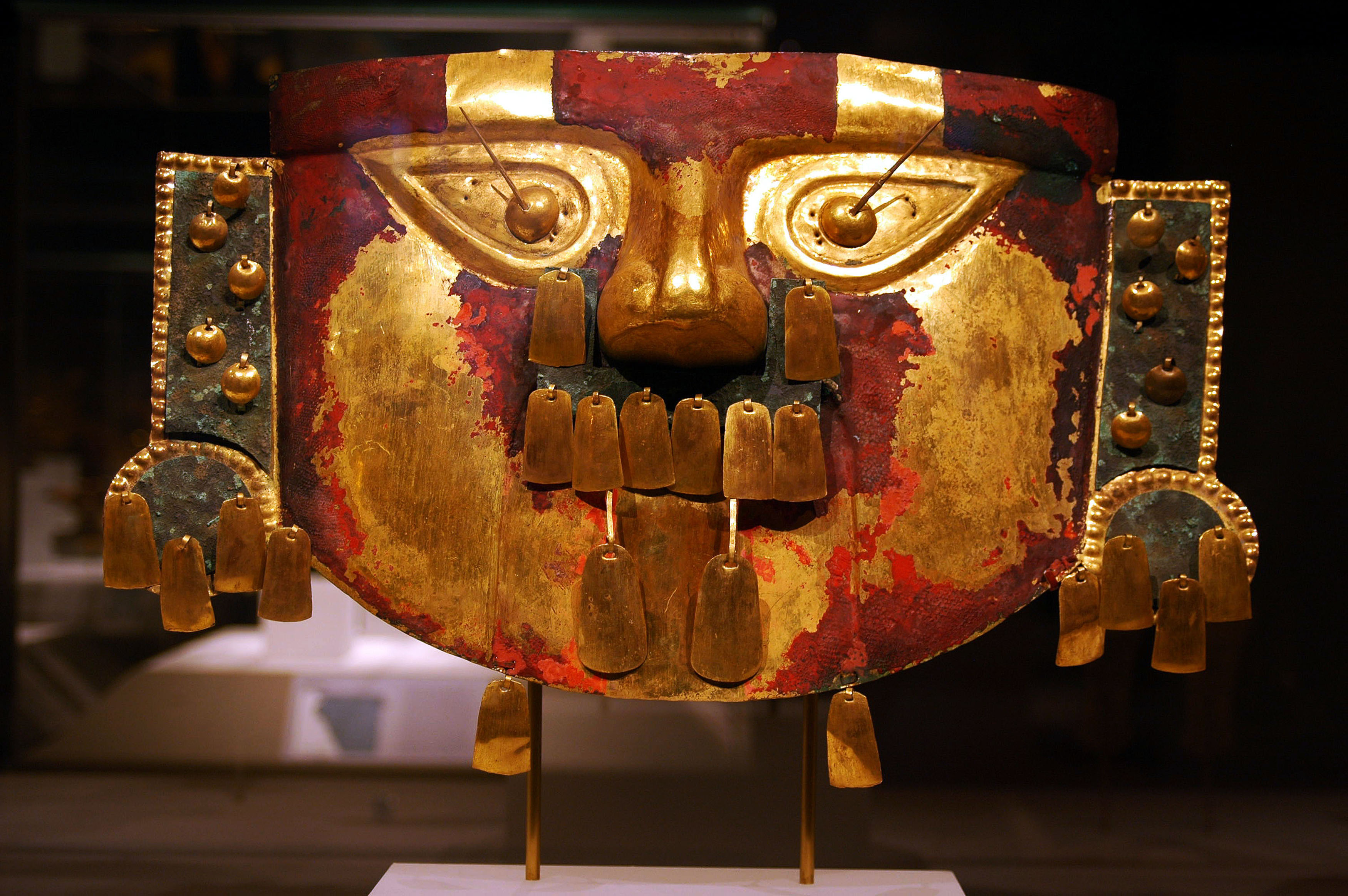
Máscara funeraria proveniente de Batán Grande.

Antes de la llegada de los europeos, el idioma mochica o yunga, era una lengua ampliamente difundida y hablada por un número elevado de naturales de la etnia mochica y de otras comunidades nativas. Actualmente más de tres siglos y medio desde la publicación del Arte de la lengua yunga (1664), escrito por Fernando de la Carrera, de los aproximadamente cuarenta mil hablantes de esa lengua, que podían existir  a finales del siglo XIX se ha pasado a unos pocos hablantes en el pueblo de Eten, de la actual región de Lambayeque y en poblados andinos de Cajamarca.

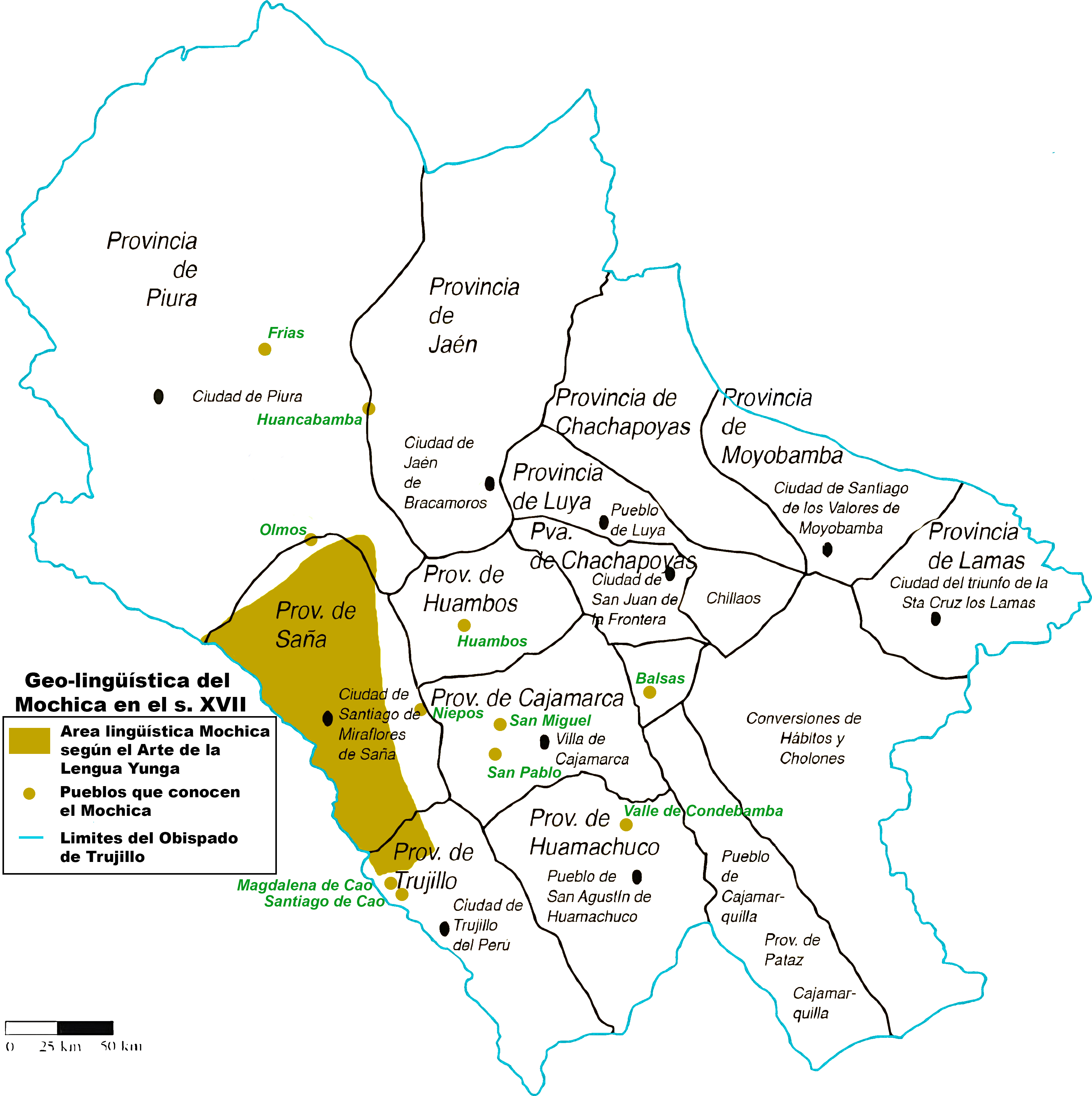
Distribución de la lengua mochica conforme al Arte de la lengua yunga.

Según la lista del vicario de Reque y autor del Arte, Fernando de la Carrera, los pueblos que en 1644 hablaban la lengua mochica eran los siguientes:
- En el corregimiento de Trujillo: Santiago, Magdalena de Cao, Chocope, valle de Chicama, Paiján.
- En el corregimiento de Saña: San Pedro de Lloc, Chepén, Jequetepeque, Guadalupe, Pueblo Nuevo, Eten, Chiclayo, San Miguel, Santa Lucía, Parroquia de Saña, Lambayeque con cuatro cuartos, Reque, Monsefú, Ferreñafe, Túcume, Íllimo, Pacora, Mórrope y Jayanca.
- En el corregimiento de Piura: Motupe, Salas (anexo de Penachi), Copis (anexo de Olmos),Frías y Huancabamba.
- En el corregimiento de Cajamarca: Santa Cruz, San Miguel de la Sierra, Ñopos, San Pablo, la doctrina de las balsas del Marañón, una parcialidad de Cajamarca, Cachén, Guambos y otros muchos lugares de la sierra cajamarquina, como el valle de Condebamba.

El vicario de Reque, Fernando de la Carrera afirma:

En todos los pueblos habrá más de cuarenta mil almas,que aunque es verdad que se diferencian algunos de otros en pronunciar los verbos y vocablos,en realidad de verdad,la lengua toda es una. La razón porque en la sierra se habla esta lengua, teniéndolos serranos la suya natural, que es la que llaman la general del Inca(*),es porque cuando dicho Inca bajó a conquistar estos valles, viendo la ferocidad de sus naturales,por la resistencia que le hicieron,sacó de todos los pueblos cantidad de familias y las llevó a la sierra y repartió en pueblos diferentes,tomándolos como sus rehenes, porque no se alzasen estos en los valles y para disminuirles las fuerzas,como constan en la descripción que de las cosas del Perú hizo Garcilaso de la Vega Inca.Estos indios,pues,que dicho Inca llevó de los valles,desde aquellos a estos tiempos conservan su lengua materna.Y aunque saben la serrana,hablaban la suya más de ordinario que la otra,y es forzoso que el cura que los doctrine la sepa
Fernando de la Carrera

Algunos historiadores del siglo pasado, apoyados en las crónicas de Garcilaso de la Vega, afirman que los idiomas mochica y quingnam también se hablaron en los valles del Rímac, Lurín, Mala, Chilca, Cañete y posiblemente hasta Chincha. Esto se debe a que antes no distinguían que era yunga, pues Garcilaso afirma que en esta zona de Lima e Ica hablaban yunga; sin embargo, hay que decir que yunga se refiere a cualquier lengua que se hablaba en las «tierras cálidas», por lo que es una afirmación incorrecta del siglo anterior, pero que hoy en día esta descartado por los lingüistas, más bien actualmente toda esa zona se considera como una variedad de aimara de acuerdo a la toponimia.
*Según estudios recientes la lengua anterior a la conquista incaica de Cajamarca, fue la lengua culle.

## Características lingüísticas